# Капгра, Эмиль
Эмиль Капгра (фр. Émile Capgras; 5 июня 1926, Ле Робер, колония Мартиника, Франция — 13 августа 2014, Фор-де-Франс, Мартиника, Франция) — мартиникский государственный деятель, президент Регионального Совета Мартиники (1992—1998).

## Биография
Родился в семье швеи и плотника. Окончив в 13 лет основную школу, становится учеником котельщика. В 1946 г. поступил на работу во французскую телекоммуникационную компанию PTT. Затем участвовал в профсоюзном движении, став генеральным секретарем CGTM PTT — профсоюза почтовых работников мартиникского отделения Всеобщей конфедерации труда. Был одним из лидеров забастовки за равенство между «местными» и «приезжими из метрополии» сотрудниками. Вышел в отставку в 1990 г.
Являлся членом Мартиникской коммунистической партии, с 1968 г. — в составе её Центрального комитета. В 1983—1998 гг. — член городского совета Ле Робера, в 1995—1998 гг. — первый заместитель его председателя.
На выборах 1998 г. парламентский список «Sanblé Pou Matinik» с его участием не преодолел 5%-нтный барьер, после чего политик принял решение уйти из общественно-политической жизни.
Умер 14 августа 2014 года в Фор-де-Франс.